# Армяне в Сербии
Армяне в Сербии (серб. Јермени у Србији, арм. Հայերը Սերբիայում) — этнические армяне проживающие в Сербии. По данным переписи 2011 года, в Сербии проживало 222 армянина.

## История

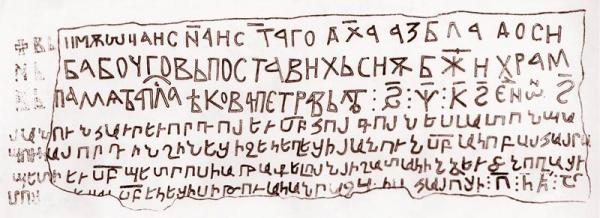
Двуязычная (армяно-сербская) надпись монастырья Витовница (1218 год).

Первые  упоминания об армянах на территории Сербии относятся к X веку. В это время уже имелись основанные византийскими императорами армянские военные поселения в соседней Македонии и Фракии. Армяне также были зафиксированы в 1218 году, во времена деятельности первого архиепископа Сербской православной  церкви Святого Саввы, который пригласил армянских строителей построить сербский православный монастырь, после того как он побывал в Армении и увидел красоту армянской архитектуры. Армяне должны были построить монастырь Витовница, в котором сохранился двуязычный сакральный текст на сербском и армянском языках.
Во время вторжения турок в Сербию, в составе османской армии находился небольшой армянский отряд. Однако узнав, что они будут сражаться против христиан, они перебежали на сербскую сторону. После битвы на Косовом поле, выжившие армяне поселились в горах Сокобаня, где построили монастырь Ерменчич.
Знаменитый османский путешественник Эвлия Челеби, побывав в Сербии в XVII веке, упомянул об армянах, в районе Ужице.
Остатки армянского кладбища находятся в Белградской крепости, которое использовалось последний раз в XVII веке, после турки разрушили его. Лишь несколько могил осталось в хорошем состоянии. В 1810 году турки уничтожили монастырь Челие, а сербы восстановили его в 1811 году с помощью состоятельных армян. По предложению одного из благотворителей купол был сделан в армянском стиле, так что монастырь можно считать результатом византийского-сербско-армянского зодчества.

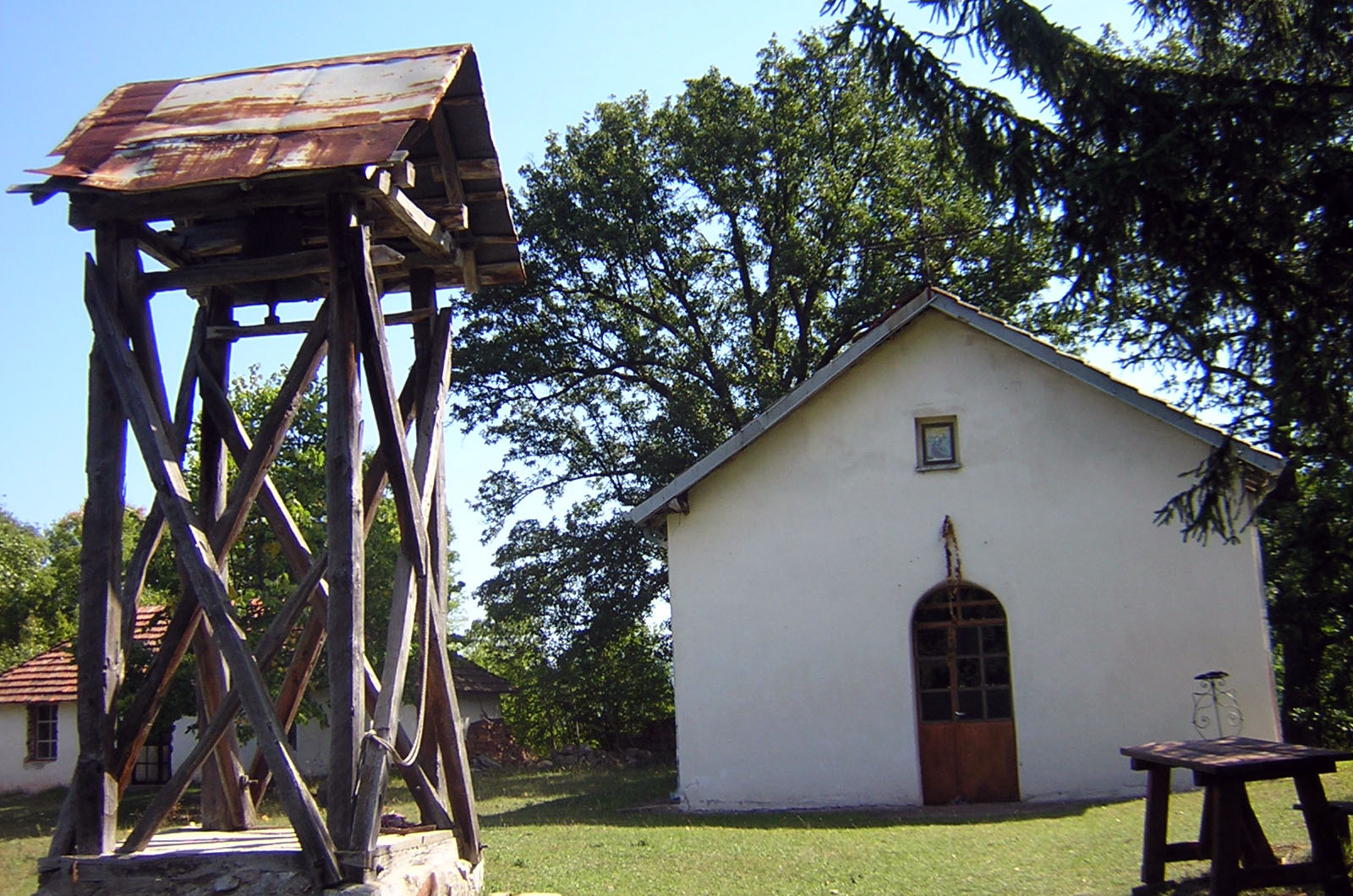
Армянский монастырь Ерменчич, основанный 1392 году

В 1880 годах, купцы из региона Кемах поселились в Валево. Среди них был и отец Согомона Тейлиряна. Во время Второй мировой войны, многие армяне переселились в Северную Америку и Францию.
В 1746 году в городе Нови-Сад была построена Армянская Католическая церковь, была разрушена в 1963 году.
В Сербии существует армянская общественная организация «Armenka», во главе с Гоар Арутюнян-Секулич.

## Армяно-сербские отношения
Армения и Сербия установили дипломатические отношения в 1992 году. Армения представлена в Сербии через своё посольство в Греции. Сербия представлена в Армении через своё посольство в Ереване.
28 июля 2009 года, Борис Тадич побывал в Армении с официальным визитом, став первым сербским главой государства посетившим Армению. Президенты пожелали улучшить духовные, культурные и экономические отношения двух стран, подчеркнув, что вековая дружба между народами является хорошей основой улучшения двусторонних отношений. Армения не признала одностороннее провозглашение независимости Косово.
В 2019 году Сербия отменила въездные визы для граждан Армении, а также заявила об открытии посольства в Ереване.